# 豊川堂
株式会社豊川堂（ほうせんどう）は、愛知県豊橋市呉服町40に本社を置く書店。東三河地方を中心として、名古屋市にも店舗を有する。

## 歴史
吉田城に出入りして味噌・醤油・呉服などを扱っていた御用商人が豊川堂の前身である。明治維新後には時代を先取りして書籍販売に乗り出し、1874年（明治7年）に書店の豊川堂が創業した、創業当時は尋常小学校で用いる教科書を出版していた。幕末から明治時代の豊橋には、豊川堂のほかに宗文堂、玉木屋、三友舎、春風舎などの書店もあった。

## 特色
現在では教科書供給に加えて、東三河地方の郷土本などを出版している。また、2011年度（平成23年度）から豊川堂LL英語教室としてベネッセの英語教室BE-Studioを2店舗運営している。

## 店舗
- 豊橋市
  - 本店
  - カルミア店（豊橋駅ステーションビルカルミア4階）
  - 豊川堂LL英語教室 本店教室
  - 豊川堂LL英語教室 南栄教室

- 田原市
  - セントファーレ田原店（セントファーレ1階）

- 豊川市
  - BOOK ZAKKA CAFE nido by Honey Bee Project（アイレクステラス内）
  - BOOK ZAKKA CAFE nido by Honey Bee Project（イオンモール豊川）

（※2024年9月現在）

### かつて存在した店舗
- 豊橋市
  - 南栄店（豊川堂LL英語教室 南栄教室のみ現存）
  - 駅西店（白河町、現・分譲マンション）
  - アピタ向山店（アピタ向山店2階、現・セリアアピタ向山店）- 2023年3月31日閉店
- 豊川市
  - とよかわ店（正岡町、現・四代目 鳥七庭）
  - 豊川堂プリオ豊川店（プリオ地下1階）- 2010年10月22日開店、2019年4月20日閉店
- 名古屋市
  - BOOK ZAKKA STATIONERY CAFEDINING 豊川堂（グローバルゲート2階）- 2017年10月5日開店、2023年閉店